# Rehjanselkä
Rehjanselkä är en del av sjön Rehja och Nuasjärvi i Finland. Den ligger i Kajana i landskapet Kajanaland, i den centrala delen av landet, 500 km norr om huvudstaden Helsingfors. Rehjanselkä ligger 134 meter över havet.